# Diplognatha inaequalis
Diplognatha inaequalis är en skalbaggsart som beskrevs av Paul Norbert Schürhoff 1942. Diplognatha inaequalis ingår i släktet Diplognatha och familjen Cetoniidae. Inga underarter finns listade i Catalogue of Life.